# 百六箇抄
百六箇抄（ひゃくろっかしょう）は弘安3年（1280年）1月11日、日蓮から日興に授けられたとされる相伝書である。 
本因妙抄とともに両巻相承、両巻抄として血脈抄（けちみゃくしょう）とも呼ばれる。

## 血脈抄と呼ばれる所以
血脈抄と呼ばれるのは本因妙抄の首文に「法華本門宗血脈相承事」と記（しる）され、百六箇抄の末文に「右此の血脈は本迹勝劣其の数一百六箇之を注す」と述べられているところからいう。 

## 内容
百六箇条から成り、脱に五十、種に五十六箇の本迹を分けている。 

### 釈尊仏法・天台仏法との対比
日蓮の最要深秘の法門である種脱相対が明らかにされ、日蓮の文底下種仏法を勝、釈尊・天台の文上脱益仏法を劣とすることを前提に、脱の五十箇条では脱益仏法における本迹・勝劣が示され、種の五十六箇条では下種仏法における本迹・勝劣が明かされている。

### 本因妙の仏法と教主
「自受用身は本・上行日蓮は迹なり、我等が内証の寿量品とは脱益寿量の文底の本因妙の事なり、其の教主は某なり」、「久遠元始の天上天下・唯我独尊（ゆいがどくそん）の日蓮是なり、久遠は本・今日なり、三世常住の日蓮は名字の利生なり」等と寿量文底の本因妙の仏法とその教主が明かされている。

## 大石寺門流が主張する歴史と経緯

### 日興以降の流れ
大石寺第17世日精の富士門家中見聞の日興伝の項に、日興から血脈抄の相伝を正和元年（1311年）日目・日代・日順・日尊の4人が受けたとある。
要法寺日辰も祖師伝の日尊の項で、正和元年（1311年）に日尊が日興から百六箇抄を授与されたと述べている。

### 写本
現存する写本は要法寺日辰と、妙本寺日我のものがあり、大石寺には第22世日俊の貞享2年（1685年）11月10日の写本がある。

### 真筆
北山本門寺にあったとされる百六箇抄の真筆は紛失したとされており、西山本門寺との反目の際、武田勝頼家臣の理不尽な振る舞いによって重宝が奪い去られ、後に返却された時には血脈抄等がなくなっていたとされている。
その時の「本尊己下還往の目録」に「百六箇、旅泊辛労書、三大秘法書、本門宗要抄、本因妙抄は御本書紛失写（うつし）のみ御座候」との記録がある。

### 類聚翰集私に引用される
要法寺系の学僧で、後に総本山大石寺第9世日有を経て北山本門寺へと帰伏した左京阿闍梨日教（日叶より改名）が、長享2年（1488年）に著した類聚翰集私に、百六箇抄の中から二十余項目類聚翰集私にして種脱の本尊・末法御本仏・日蓮大聖人・代々の法主即日蓮等を論じている。

## 大石寺門流以外の主張
他の日蓮の門流では以下の見解により、偽書であると考えられている。
- 種脱相対の教判は、富士門流特有の主張であるため、種脱相対ではなく教観相対を主張する他の日蓮の門流からは偽書とされる。
- 百六箇を書き連ねるという文章の体裁及びその文体が、他の日蓮の門流で真蹟と認めている、日蓮の他の著作には見られないものである。
- 弘安5年（1282年）に到って初めて定められた六老僧についての言及があり、史実との不整合がある。
- 弘安5年の時点ではなお「伯耆殿」と呼ばれており（春初御消息）阿闍梨号を授けられていない日興が白蓮阿闍梨と呼ばれており、史実との不整合がある。
- 富士山に本門寺と戒壇を建立せよとする富士戒壇説が説かれているが、戒壇建立に具体的に言及した『三大秘法抄』など真偽未決のものまで含めて日蓮遺文には富士山に対する特別視は存在せず（むしろ須弥山と対比して矮小な事物として言及されており）、富士山を戒壇建立に適した最勝地として言及したものは存在しない。
- 以上の理由から、富士門流の教義に拠らない「昭和定本日蓮聖人遺文」には百六箇抄が収録されていない。

## 百六箇抄を相伝書と見る立場の主張
- 種脱相対は日蓮自身が観心本尊抄で「彼は脱、此れは種なり。彼は一品二半、此れはただ題目の五字なり」と述べており、富士門流の恣意的な主張ではない。

- 百六箇を書き連ねるという文章の体裁と文体は、日蓮の他の著作には見られないが、それは相伝書という特殊な文書であるからである。日興と同時代の文献には百六箇抄と類似した形式の文書も存在しており（例えば、日興の高弟である三位日順の「開山より日順に伝わる法門」）、特殊な体裁であるからという理由で百六箇抄を偽書とすることはできない。

- 百六箇抄は当初の形のものに後世の人間が加筆した部分が多く存在していると見られる。百六箇抄を富士宗学要集に収録した大石寺第59世日亨は、六老僧について言及した箇所、また日興を白蓮阿闍梨と呼称した箇所は後世の人間が加筆した部分であるとしている。

- 富士戒壇論は一般の日蓮遺文には存在しないが、日興が高弟に指示して作成させた「富士一跡門徒存知の事」と「五人所破抄」には富士戒壇論が明示されている。そこで、富士戒壇論は日興が日蓮から相伝された法門の一部と考えられるので、百六箇抄に富士戒壇論があることをもって同抄を偽書とすることはできない。

## 百六箇抄を相伝書と見る立場の主張に対する批判
- 「種脱相対は日蓮自身が観心本尊抄で「彼は脱、此れは種なり。彼は一品二半、此れはただ題目の五字なり」と述べており、富士門流の恣意的な主張ではない。」：種益・脱益の区別自体があることは他の日蓮の門流でも認めており、この区別を衆生の機根の相違に応じたもので、法体の相違をいうものではない、としている。種脱相対判は日蓮の確実な真蹟には見られない、後代になって生じた本因妙思想と強く結びついた教判であり、むしろ本抄の成立時期に対する疑義を生じさせる。

- 「百六箇を書き連ねるという文章の体裁と文体は、日蓮の他の著作には見られないが、それは相伝書という特殊な文書であるからである。日興と同時代の文献には百六箇抄と類似した形式の文書も存在しており（例えば、日興の高弟である三位日順の「開山より日順に伝わる法門」）、特殊な体裁であるからという理由で百六箇抄を偽書とすることはできない。」：日順による類似した形式の文書の存在は、むしろ、日順以降の時代における富士門流での偽作の証拠となる。

- 「百六箇抄は当初の形のものに後世の人間が加筆した部分が多く存在していると見られる。百六箇抄を富士宗学要集に収録した大石寺第59世日亨は、六老僧について言及した箇所、また日興を白蓮阿闍梨と呼称した箇所は後世の人間が加筆した部分であるとしている。」：堀日亨は、本抄を真蹟遺文とみなした上で、史実と相容れない記述があるがゆえにその部分だけは後人の加筆である、と判断している。しかし、これは本抄が真蹟であるという結論を先取りした循環論法に過ぎない。

- 「富士戒壇論は一般の日蓮遺文には存在しないが、日興が高弟に指示して作成させた「富士一跡門徒存知の事」と「五人所破抄」には富士戒壇論が明示されている。そこで、富士戒壇論は日興が日蓮から相伝された法門の一部と考えられるので、百六箇抄に富士戒壇論があることをもって同抄を偽書とすることはできない。」：信頼できる日蓮の真蹟遺文に富士戒壇論が現れておらずむしろ富士を勝地とせず矮小なものとみる富士山観が現れており、他方で日興の遺文に富士戒壇論や富士を勝地とする観念が明示されているとすれば、それは日興が富士に関して日蓮とは明らかに異なった思想を持っていたことを示している。本抄の富士戒壇思想は、それが日興以後に富士門流において偽作されたものであることをむしろ示すものである。